# Seewald
Seewald es un municipio alemán perteneciente al distrito de Freudenstadt en el estado federado de Baden-Wurtemberg. Barrios son Allmandle, Besenfeld, Eisenbach, Erzgrube, Göttelfingen, Hochdorf, Morgental, Omersbach, Schernbach, Schorrental y Urnagold. En total, el municipio tiene unos 2.400 habitantes. El noventa por ciento del territorio municipal está cubierto de bosque.